# Rhynchomeles prattorum
Rhynchomeles prattorum, conhecido como bandicoot-de-seram(a), ou ainda bandicuto-de-seram é um marsupial da família Peramelidae, endêmico da ilha de Seram.